# Colegiata de Santa María la Mayor (Pravia)
La Colegiata de Santa María la Mayor es un templo parroquial barroco situado en la villa de Pravia, en el concejo asturiano del mismo nombre (España).

## Fundación
Fue fundada en 1715 por Fernando Ignacio de Arango Queipo, tras su estancia en Charcas, virreinato del Perú, acompañando a su tío Juan Queipo de Llano que era arzobispo de Charcas y la puso bajo la advocación del Santísimo Sacramento y de Nuestra Señora del Valle. A su vuelta a España Fernando Ignacio de Arango decidió fundar una colegiata y obra pía en su villa natal de Pravia unos meses antes de ingresar en el Real Convento de San Isidoro. La fundación se concreta en las Constituciones, rubricadas en León ante el escribano Alonso Álvarez de Hevia el 1 de junio de 1715 y publicadas en impreso en Madrid en 1718. Según la tradición, cuando regresaba de una expedición por Filipinas se levantó un temporal que parecía que podían perecer. En esta situación, Fernando Ignacio prometió a la Virgen del Valle, patrona de su villa natal, Pravia levantar una Colegiata y así lo hizo al llegar a España.
En el año 1718 se aprobaron y editaron las «Constituciones de la erección y fundación de la iglesia vice-parroquia de El SSmo. Sacramento, y nuestra Señora del Valle, sita en la villa de Pravia, obispado de Oviedo y otras Obras Pías» aprobadas por el «Señor Licenciado Don Andrés del Campillo y Cedrón», confirmadas por el «Ilustrísimo Señor D. Pompeio Aldrovandi, Nuncio Apostólico en estos Reynos de España», fundadas por el «Muy ilustre señor Doctor D. Fernando Ignacio de Arango Queypo» y firmado en Madrid en 1718 por Diego Martínez Abad. Este es un documento de gran importancia para centrar la historia de este santuario en los últimos tres siglos y que describe con suma precisión y profusión de datos la fundación. El documento comienza con una «Petición», sigue con un «Decreto» que firma el señor Solís el 14 de octubre de 1715, un «Auto», las propias «Constituciones» con dieciséis capítulos o constituciones y un «Auto» final en un total de 65 páginas.

### Estructura y arquitectura
Está construida totalmente en piedra y es de grandes proporciones. El acceso al templo se hace mediante tres arcos de medio punto y que se corresponden con las tres puertas de acceso al templo. Su estructura arquitectónica es de tres naves y un crucero coronados por una cúpula semiesférica. Tiene nueve retablos y fue consagrada en el año 1727.

### Detalles interiores

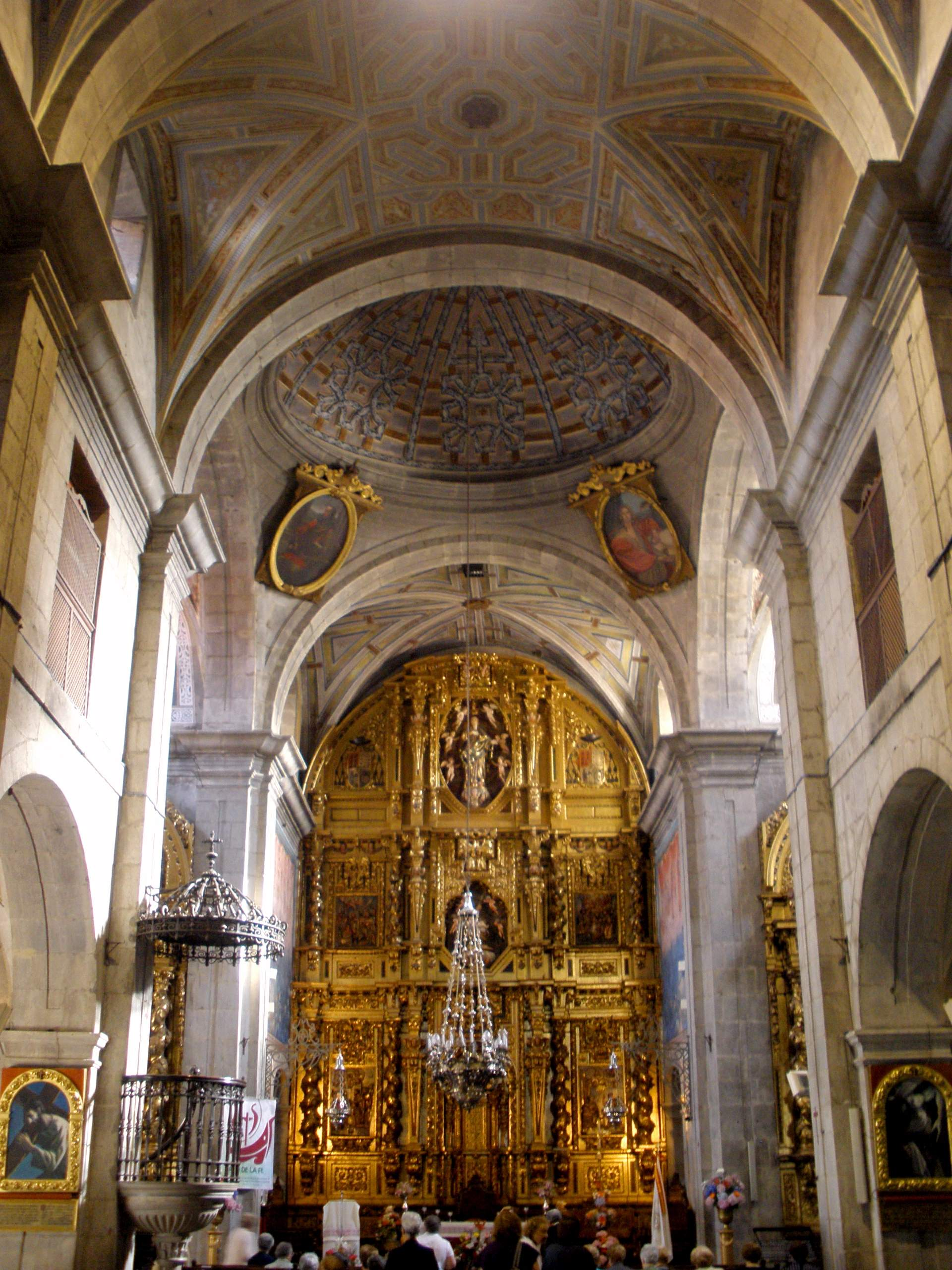
Retablo principal

El retablo principal o retablo mayor tiene tres cuerpos. En el cuerpo central están las imágenes de la Virgen del Valle, la de la Asunción de la Virgen María y el expositor del Santísimo Sacramento. En los cuerpos laterales están representados la Circuncisión, la Anunciación, la Adoración de los pastores y la Epifanía, dos a cada lado entre columnas salomónicas, estando rematados estos cuerpos laterales en la parte superior por el escudo de su fundador.
Acerca del retablo, Germán Ramallo asegura que «fue realizado por Manuel Pedrero, siendo el modelo de los relieves realizados por Antonio Borja para el retablo de la capilla del rey Casto (catedral), y los colaterales, también hechos en Asturias, tienen imágenes de primer orden atribuidas recientemente por el autor a Villabrille y Ron (escultor asturiano establecido en la corte), por lo menos las de: San Joaquín, Santa Ana, San José con el Niño, la Dolorosa y el Crucificado.'»
En una nave lateral hay una imagen de La Piedad que sufrió muchos desperfectos en 1936 pero ha sido tan bien restaurada que solo los técnicos en la materia lo pueden advertir si la observan a corta distancia. En la capilla del Santísimo Sacramento hay un cuadro de la Coronación de la Virgen que podría ser de Juan de Juanes y en caso contrario es una copia perfectamente hecha. También hay dos piezas de gran valor que son un Cristo de estilo románico y otro del siglo XVIII. Otra obra de gran valor artístico es la imagen de la Virgen del Rosario que talló el escultor Manuel García Martínez en el huerto de la Casa Rectoral de Pravia. La escultura es de madera tallada, policromada y dorada y fue bendecida y expuesta a los fieles para su veneración el 11 de noviembre de 1946.

### Vidrieras
La Colegiata tiene vidrieras emplomadas en el ábside y en el crucero. La del ábside tiene unas dimensiones de 1,82 m de alto por 1,28 m de ancho y las del crucero 2,63 m. por 1,83 m y fueron realizadas por la «Unión de Artistas Vidrieros de Irún» y colocadas el año 1943. Las vidrieras están recogidas en un chasis metálico y tienen orla y dibujos a color hechos al estilo de la ornamentación e edificación del templo. Una de las vidrieras del ábside representan a un navío azotado por el viento y zozobrando y la otra un escudo con la Cruz de Santiago recordando ambas dos circunstancias del fundador don Fernando Ignacio de Arango: una la de su peligro de naufragio cuando retornaba de un viaje a Filipinas y la otra es la de su pertenencia a la Orden de Santiago. La vidriera de la parte derecha del crucero representa un campo de trigo y sobre él una hostia radiante que asemeja a un sol con la leyenda «Ego flos campi»; la de la parte izquierda presenta una corona real sobre un jardín de lirios y la leyenda «Et lilium convallium».
1. ↑  Fernando Ignacio de Arango Queipo (1718). «Constituciones de la erección y fundación de la iglesia vice-parroquia del Ssmo. Sacramento y Nuestra Señora del Valle». Consultado el 11 de febrero de 2014.
2. ↑  Varios autores (1947-48). Anuario Parroquial de Santa María la Mayor de Pravia. Colegiata de Pravia. p. 47.
3. 1 2  ídem. vol. 6.º, pag. 127